# Hans Boner

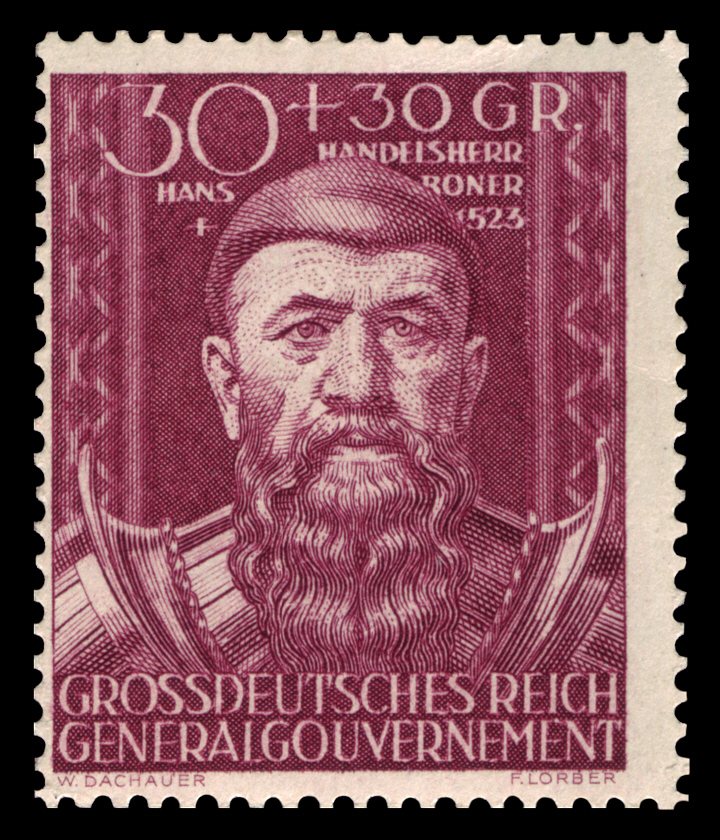
Hans Boner auf einer Briefmarke von 1944

Hans Boner (auch Johann Boner oder Johannes Boner, polnisch Jan Boner; * um 1450 in Landau in der Pfalz; † 15. Dezember 1523 in Krakau) war ein deutscher Kaufmann und Bankier in Krakau. 1498 wurde er Stadtratsmitglied, 1515 Burggraf, 1520 in den polnischen Adelsstand erhoben und 1522 Magnus Procurator (Gouverneur) von Krakau. Er war außerdem Starost von Rabsztyn und Ojców in Kleinpolen.
Hans Boner galt zu seiner Zeit als einer der reichsten Männer Europas (Fugger Polens).

## Leben
Boner war Spross einer wohlhabenden Tuchhändlerfamilie mit Handelsbeziehungen zu Frankfurt am Main, Nürnberg, Deutsch-Wagram und zur Tuchmacherstadt Gent. Früh eröffnete er sein eigenes Handelsgeschäft in Breslau, da es schon damals enge Handelsbeziehungen zwischen Gent und Breslau gab. Im Jahr 1483 gründete er ein neues Unternehmen in Krakau, während sein Bruder Jakob Andreas Boner (1454–1517) die Firma in Breslau weiterführte. Auch Bruder Jakob in Breslau muss ein vermögender Kaufmann gewesen sein, denn er besaß das Haus Ring 7 neben den „Sieben-Kurfürsten“ und betrieb dort seine Handelsgesellschaft. In seinem Haus weilte vom 26. Januar bis 15. April 1511 König Vladislav II. von Böhmen und Ungarn, der Nachfolger von Matthias Corvinus, um die Huldigung der Breslauer Bevölkerung entgegenzunehmen.
In Krakau, der damaligen Hauptstadt von Polen, handelte Boner mit Gewürzen, Metallen, Bauhölzern und Vieh. Er eröffnete Zweigniederlassungen seines Unternehmens in vielen Städten Polens, Deutschlands, Russlands und Ungarns. 1498 wurde ihm in Krakau das polnische Bürgerrecht verliehen und im selben Jahr heiratete er Szczęsna, Tochter des Krakauer Ratsherrn Stanislaus Morsztyn des Älteren. 1514 wurde ihm von König Sigismund I. von Polen die polnische Staatsbürgerschaft bewilligt und 1520 wurde er in den polnischen Adelsstand erhoben. 1522 wurde er königlicher Gouverneur von Krakau.
Als Bankier des Königs und Hauptlieferant des Hofes wurde Boner einer der reichsten Männer in Europa. Unter anderem rettete er das Königshaus vor dem finanziellen Konkurs. Er hatte es mit ungefähr 200.000 Roten Złotys unterstützt, was im 16. Jahrhundert eine ungewöhnlich hohe Summe war. Für den Kredit bekam er als Pfand Ländereien aus der königlichen Domäne, darunter das ganze Gebiet der Zips (polnisch Spisz) für 12.000 Rote Złotys von Jordan von Zakliczyn, die Stadt Oświęcim und die Salzbergwerke Rutheniens (für 14.000 Rote Złotys von Stanisław Kościelski) sowie weitere königliche Städte wie Sieradz, Gostynin, Radom, Sochaczew, Piotrków, Drohobycz, Rabsztyn, Głuchów, Tuchola, Nowy Sącz, Inowrocław, zu deren Starost er ernannt wurde.
Im Jahr 1515 sicherte Boner dem Breslauer Gesandten am polnischen Hof ausdrücklich seine Hilfe zu, „denn er habe anfangs seine Nahrung da erworben“. Im selben Jahr wurde Boner Betriebsleiter der Salzmine von Wieliczka, eines der gewinnbringendsten Unternehmen, von dem ein Großteil der Einkünfte des Königreichs Polen stammten. Er erhielt zusätzlich auch die Schlösser von Ojców und Rabsztyn als Privateigentum.
Eine seiner bemerkenswertesten Leistungen war die Teilung des Schatzamtes in ein staatliches und ein königliches Finanzministerium, die bis zu den Teilungen Polens bestehen blieb.
Boner machte sich auch als Mäzen deutscher und italienischer Gelehrter und Künstler einen Namen, von denen er einige seiner Schlösser im Stil der Renaissance „modernisieren“ ließ, und korrespondierte auch mit dem Bischof und Dichter Johannes Dantiscus.

## Erbe und Nachkommen
Hans Boner hatte keine leiblichen Nachkommen. Zum Universalerben über das Vermögen und den Nachlass wurde sein Neffe Severin erklärt.